# Altana

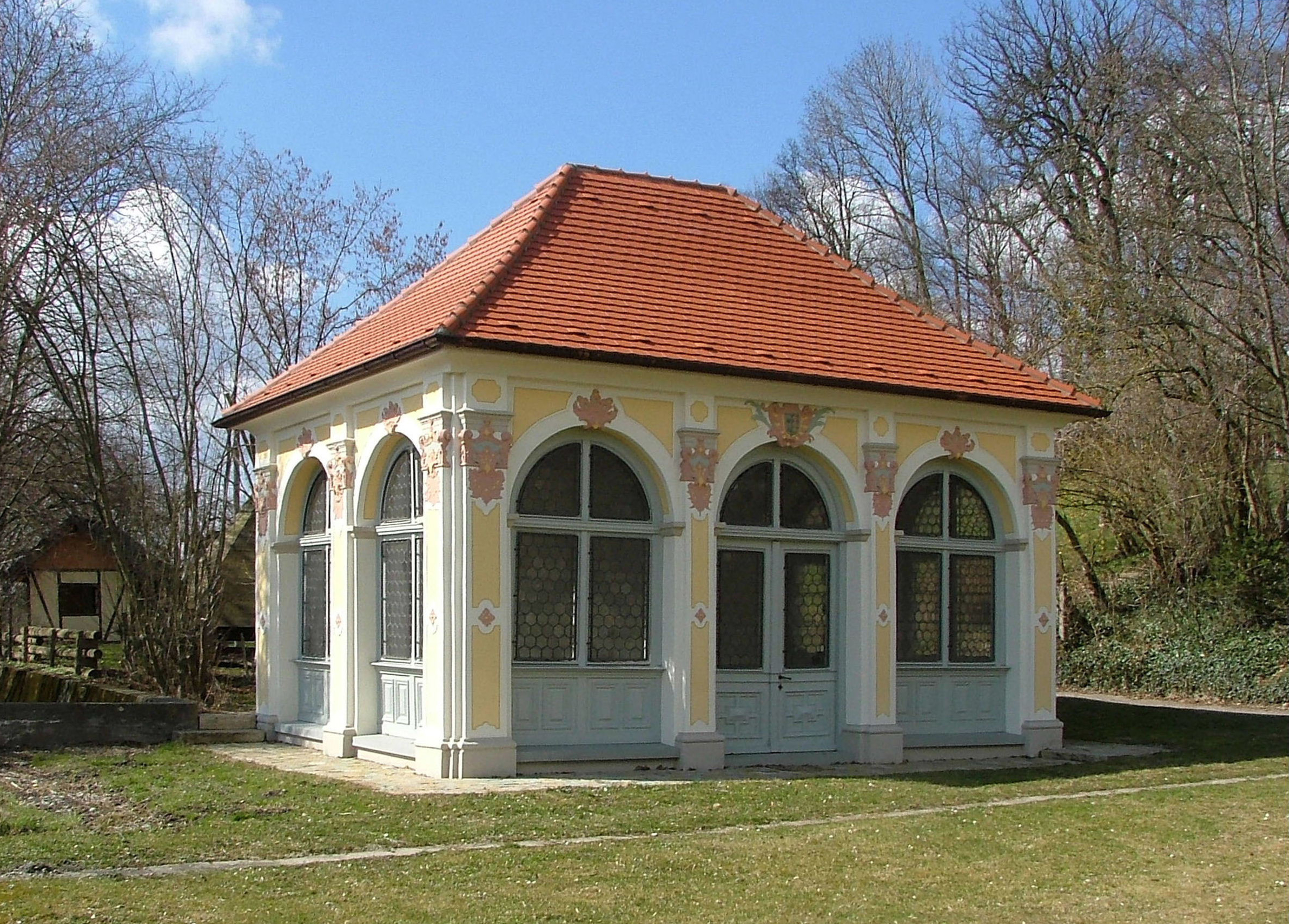
Altana

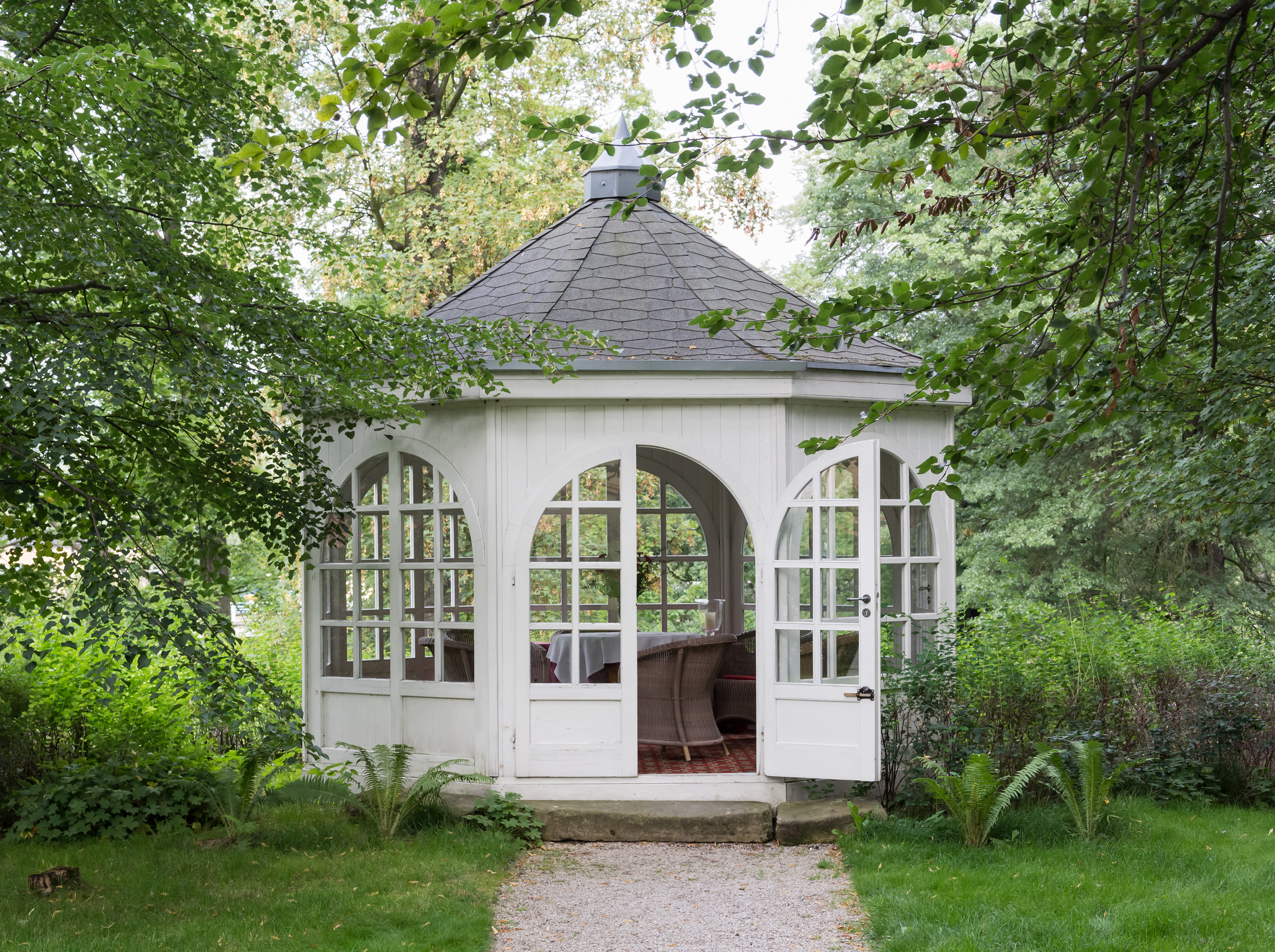
Altana w Łomnicy

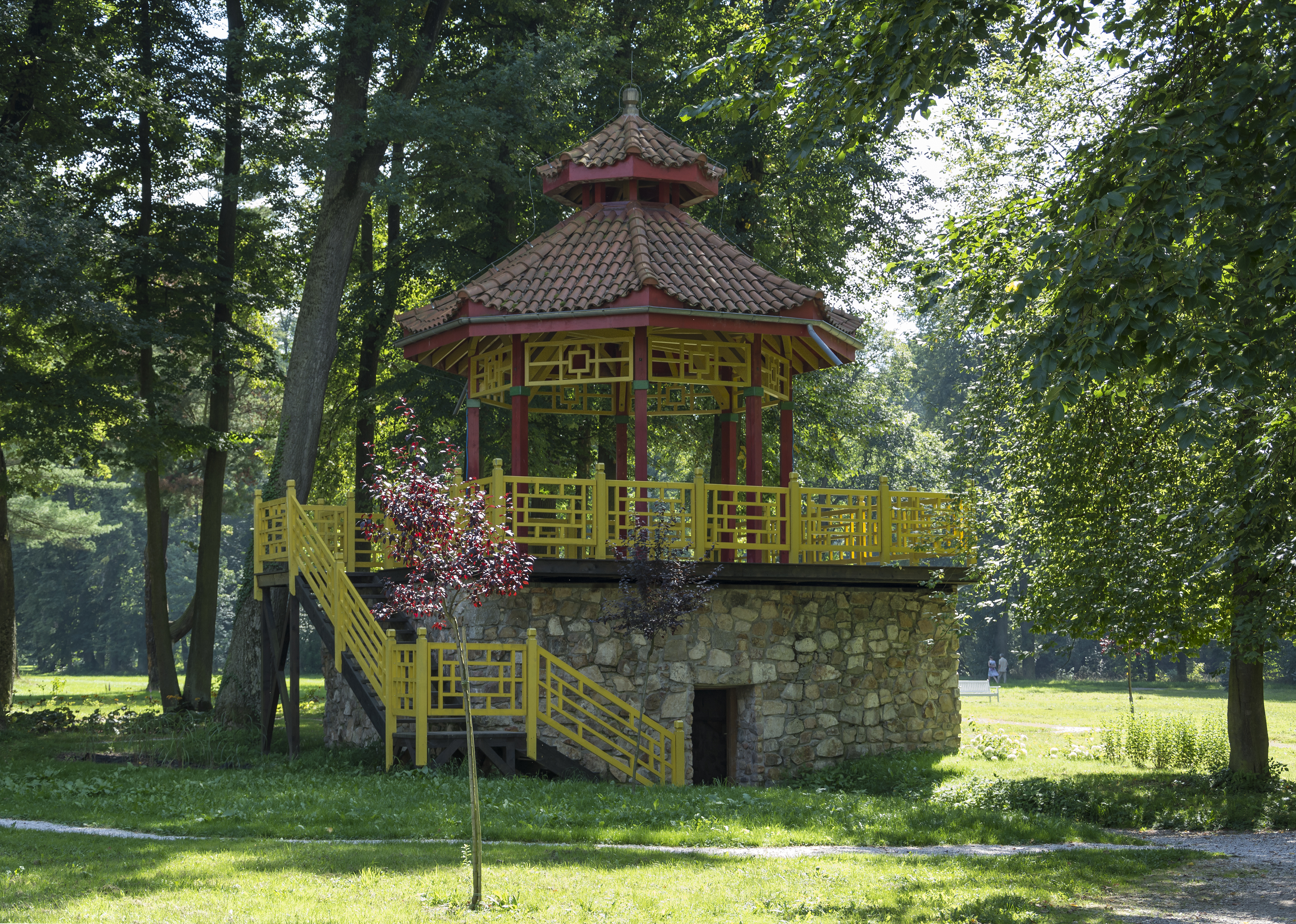
Altana chińska w Wojanowie

Altana (chłodnik, ciennik) – lekka budowla, często ażurowa, stawiana w ogrodzie, nierzadko ozdobna, również niewielki plac zacieniony przez krąg drzew. Ma za zadanie chronić przed deszczem i słońcem. Miejsce spotkań i odpoczynku. Zazwyczaj stawiana w punktach widokowych lub jako akcent na zakończeniu osi kompozycyjnych ogrodu.
Altanom nadawano zwykle bogatą i ozdobną formę architektoniczną. W XVI–XVIII wieku budowano altany murowane na planie prostokąta lub wieloboku, otwarte lub zamknięte, pokryte dachem namiotowym lub kopulastym wspartym na bogato dekorowanych kolumnach. W XVIII i XIX wieku budowano altany w ogrodach krajobrazowych w formie pagód, świątyń antycznych, gotyckich kaplic, czy wiejskich chat.
Obecnie za altanę uważane są również konstrukcje zabudowane, letnie domki w ogródku czy na działce, w swoich konstrukcjach wzorowane na wiejskich chatach, często z obszernymi tarasami i podpiwniczone.

## Altana działkowa
Obecnie w Polsce według prawa budowlanego, altany zlokalizowane na obszarach rodzinnych ogrodów działkowych o powierzchni zabudowy mierzonej po obrysie ścian zewnętrznych do 35 m² oraz o wysokości do 5 m przy dachach dwuspadowych stromych i do 4 m przy innym kształcie dachu (wysokość altany mierzy się od poziomu gruntu do najwyższego punktu dachu) nie wymagają pozwolenia na budowę, ale na podstawie art. 30 ust. 1 pkt 1 wymagają zgłoszenia we właściwym starostwie powiatowym bądź urzędzie miasta na prawach powiatu. Altany o powierzchni zabudowy do 25 m² nie wymagają nawet zgłoszenia, ale wymagają pisemnego powiadomienia zarządu rodzinnych ogrodów działkowych.
Naczelny Sąd Administracyjny w wyroku z dnia 9 stycznia 2014 roku (sygn. II OSK 1875/12) wskazał na brak legalnej definicji altany. W wyroku posłużył się definicją zaczerpniętą z hasła w Wikipedii i słownika języka polskiego. Członkowie Polskiego Związku Działkowców złożyli do Sejmu obywatelski projekt ustawy o zmianie ustawy – Prawo budowlane oraz niektórych innych ustaw. W zamierzeniu wnioskodawców miał on usunąć lukę w prawie pozwalającą na masowe wydanie nakazu rozbiórki altan. 
6 lutego 2015 Sejm uchwalił ustawę, a 5 marca 2015 rozpatrzył ją Senat. 2 kwietnia ustawa została podpisana przez Prezydenta RP. Została ogłoszona 15 kwietnia 2015 i weszła w życie 30 kwietnia 2015.
Ustawa wprowadziła do ustawy z dnia 13 grudnia 2013 r. o rodzinnych ogrodach działkowych nową definicję altany działkowej. Zgodnie z definicją jest nią wolno stojący budynek rekreacyjno-wypoczynkowy lub inny obiekt budowlany spełniający taką funkcję, położony na terenie działki w rodzinnym ogrodzie działkowym, o powierzchni zabudowy do 35 m² oraz o wysokości do 5 m przy dachach stromych i do 4 m przy dachach płaskich, przy czym do powierzchni zabudowy nie wlicza się tarasu, werandy lub ganku, o ile ich łączna powierzchnia nie przekracza 12 m².